# 碧志摩メグ
碧志摩 メグ（あおしま メグ）は、三重県志摩市をPRするために作成された海女をモチーフとした萌えキャラクターである。
日本一の海女を目指す17歳の女の子との設定である。キャラクターボイス（CV）、声優として三重県出身のみかこしこと、小松未可子（こまつみかこ）が務める。
元バイクレーサーの浜口喜博の妻が代表を務める株式会社マウスビーチがキャラクター制作を行った。志摩市には碧志摩メグの誕生以前から活動している海女のPRキャラクターしまこさんもいる。
志摩市が一時キャラクターを公認したが、当初の絵柄についてモチーフとされた海女たちや市民の一部から「女性蔑視」だとして反発を招き、マウスビーチ側が市に公認撤回を依頼し、市は公認を撤回。非公認となった。

## 概要
浜口喜博がレーサーとしてのデビュー戦を飾ったのが志摩市の合歓の郷であったことから、志摩市への恩返しとして、外国人観光客や若年層をターゲットにしたプロモーションにつながるキャラクター制作の発起人となった。浜口喜博の妻である濵口幸子が代表を務める四日市市の企業・マウスビーチが制作し、志摩市に提案。市が費用を負担することなく海女文化を発信できることから当時の市長、大口秀和が承認し、2014年10月30日に市の公認キャラクターとした。プロフィールはマウスビーチが志摩市と意見交換しながら設定した。
マウスビーチはこれに合わせて、「マリボン事業部」というアニメ制作部門を立ち上げ有限会社MARIBONを設立した。志摩市の公式ウェブサイトでは、制作の経緯について以下のように記していた。
| 「 | 三重県出身の元レーサー、現HAMAGUCHIレーシングTEAM監督の浜口喜博さんの呼びかけで、今やクールジャパンとして国策となっている日本の“萌え”文化を通じ、志摩市の観光PR・海女PR・地元愛につなげるべく、志摩市公認海女キャラクターを作成しました | 」 |

2014年11月1日にキャラクターが公開され、名前の公募が始まった。そしてマウスビーチと志摩市観光戦略室が選考を行い、2014年12月9日に浜口喜博が志摩市役所で発表した。アメリカ合衆国やメキシコ合衆国など日本国内外から寄せられた2,000件の中から京都府京都市の男性が名付けた「碧志摩メグ」が選ばれた。名字の「碧志摩」は志摩市の青い海、名前の「メグ」は海の恵みにちなんでいる。翌12月10日に碧志摩メグの公式サイトが設立された。将来は日本国内のみならず、スペイン、タイ、インドネシアへの展開を計画しているとされた。
2016年2月3日、萌えキャラ学会の正会員となった。株式会社ハンクルズが調査する、ご当地キャラクター人気ランキングでは、ゆるキャラを含む総勢4390体あまりに及ぶキャラクターの中で、全国14位（三重県下1位）を記録している（2022年10月7日時点）。

### 海女らの反発と公認撤回
公認後、碧志摩メグのキャラクターデザインのうち、海女が身につける磯着について、一部市民から「前裾がはだけ、胸の形が分かる」などと批判が起こった。公認はモチーフとされた海女たちに事前の説明がない中で行われ、一部の海女やその家族は「海女をばかにしている」「海女のイメージとかけ離れている」などと反発。海女たちが深い信仰心の下で危険と隣り合わせの漁を行い、自然の恵みを頂き、伊勢神宮に神饌を捧げるといった海女文化も背景にあり、「海女の信仰心を踏みにじっている」「海女は命がけの仕事だ」といった批判も起こった。公開から半年ほど経った2015年6月下旬から、志摩市内の現役海女とその家族が、「女性を蔑視した性的な描写だ」として署名活動を開始。同年8月13日に309人分の署名を提出し、公認の撤回や市内に掲示しているポスターやパネルの撤去、碧志摩メグを使用したイベントなどの企画の停止を求めた。提出者によると、市内の現役海女250人のうち、3割を超える97人が署名に加わった。
浜口喜博は「批判は一つの意見として受け止めている。地域の活性化、若者の海女への関心を持ってもらうことなどを考えたデザイン」と説明し、志摩市はその時点で公認を外すつもりはないとしていた。
反対の動きは市外にも広がり、明日少女隊は公認撤回を求める署名運動をChange.orgで展開、約8,000件の賛同を得て、同年8月25日に志摩市に提出した。翌8月26日、市長の大口秀和は「一部の皆さまに不快な思いをさせたことを真摯に受け止める」として碧志摩メグのデザイン変更を検討する考えを表明。「反対の意見もあるが、一方で多くの方から愛されている『碧志摩メグをなくさないでほしい』という意見もたくさん頂いている」とし、改めて公認を撤回しない考えを示した。一部市民によるキャラクターの市の公認の維持や、キャラクターのプロモーション企画を支持する活動も行われた。一連の批判はネットで炎上状態となった。
こうした中、志摩市は2015年9月30日、市の幹部と浜口喜博、市内の海女24人が参加して話し合いを実施。市側は誤った情報で誤解を招き、当事者である海女への配慮が足らなかったとして謝罪。浜口はキャラクターに込めた思いなどを説明した。一方で反対の海女は「海女を侮辱している」「キャラクターが、民間がやる分には構わないが、市が公認したことで、海女のプライドを傷つけられた」などと改めて指摘し、出席した海女の7割は前向きに進めていくことに賛同、3割が公認撤回を求めるという結果となった。浜口は実際には志摩の海女達のほとんどが「かわいい」と言ってくれていたと主張している。
この状況を受け、2015年11月5日、マリボン事業部ら作成者側からの申出により志摩市はキャラクターの公認を撤回すると発表した。同日、マリボン事業部側は公式サイトにて「本当に全ての海女の方々が反対であるならば企画の停止も考えた」としながらも、9月30日の海女とのとの話し合いで7割近くの賛同を得たことからデザインを変更せずに非公認キャラクターとして企画を継続していく旨を発表した。後の2015年10月29日に中日新聞に掲載されたアンケートではデザインについて69.2%が問題ない、志摩市が「公認」したことについて70.1%が問題ないと回答している（うち、女性の52.2%が「問題ない」、47.8%が「問題がある」と回答）。デザイン自体は抗議後、はだけた裾や胸の部分などの描き方を修正している。
こうした騒動は第42回先進国首脳会議（伊勢志摩サミット）の前年に起きたことから、海外メディアも報じ、国際的な話題となった。

### 炎上後
非公認となった後は、市外でも活動できるようになった。志摩市内でも多数のグッズが販売されている人気キャラクターとなっている。炎上騒動が全国で連日報道されたために関東地方ではむしろ知名度が上がり、2019年にはアニメによる町おこしを進める東京都立川市でラッピングバスが走行するなど、伊勢志摩のPRに貢献している。

## プロフィール
身長158cm、体重46kg、血液型O型の17歳の女の子である。誕生日は7月20日。好物は手こね寿司とお菓子、好きな色は赤と白、好きな場所は横山展望台とともやま公園。ボーイフレンドを募集している。

### 海女として
祖母が海女であり、自身も「可愛くておしゃれな海女」を目指している。将来の夢は日本一の海女になることである。頭に水中メガネを付けているが、白の磯頭巾はかぶっていない。手に磯桶を持っている。海女であるが、まださほど潜れない。なお、両親はサラリーマンである。